# ACCA Polska
ACCA Polska – polski oddział działającej blisko 100 lat międzynarodowej organizacji zrzeszającej specjalistów z zakresu finansów i rachunkowości (ACCA). Przedstawicielstwo funkcjonuje w Polsce od 2004 roku, dyrektor zarządzającą ACCA w Polsce jest Magdalena Hernandez 
.

## Członkowie ACCA Polska
Prestiżowy tytuł członkowski ACCA posiada w Polsce ponad 1200 osób, a kolejne 3000 jest w trakcie zdobywania kwalifikacji. W obu grupach są zarówno dyrektorzy finansowi, CFO, CEO, członkowie zarządów jak i audytorzy, kontrolerzy finansowi czy doradcy podatkowi. 

## Aktywność ACCA Polska
Głównymi celami działalności ACCA Polska są: promocja kwalifikacji ACCA, szerzenie wiedzy z zakresu finansów, tworzenie dobrych praktyk oraz dzielenie się nimi ze środowiskiem finansistów, a także wspieranie i aktywizacja studentów oraz członków organizacji.
ACCA Polska jest organizatorem corocznej konferencji CFO European Summit, jednego z najważniejszych spotkań przedstawicieli branży finansowej w Polsce i Europie. Organizacja wspiera również merytorycznie ogólnopolski konkurs “Dyrektor Finansowy Roku”.